# Mantidactylus moseri
Mantidactylus moseri és una espècie de granota de la família dels mantèl·lids endèmica de Madagascar.
Viu als rius i als boscos humits tropicals i subtropicals.
Està en perill d'extinció per la pèrdua del seu hàbitat natural.